# Jotunheim
Jötunheim (staronord. Jötunheimr, množina Jötunheimar) u nordijskoj mitologiji predstavlja svijet ili svjetove jötnara (staronord. jötunn), bića srodnih bogovima i često poistovjećenih s divovima. Jötunheimar su u Eddama tipično, no ne isključivo, spominjani kao prosperitetne zemlje na sjeveru, omeđeni od drugih svjetova preprekama nepremostivim većini živih bića.